# Oxyopes algerianus
Oxyopes algerianus là một loài nhện trong họ Oxyopidae.
Loài này thuộc chi Oxyopes. Oxyopes algerianus được Charles Athanase Walckenaer miêu tả năm 1842.